# Gionata Zampolli
Gionata Zampolli (Cremona, 12 giugno 1985) è un cestista italiano.

## Pallacanestro 3x3
Ha vinto uno scudetto 3x3 (circuito FISB Streetball) nel 2016 con Pavia.
Dal 2015 al 2017 ha vestito la maglia della Nazionale italiana 3x3.
Ha disputato 27 partite, partecipando ai Giochi europei 2015 e al Campionato mondiale di pallacanestro 3x3 2016.